# Собор Святого Иакова (Монреаль)
Собор Святого Иакова (фр. Cathédrale Saint-Jacques) — католическая церковь, находящаяся в городе Монреаль, Канада. С 1825  по 1852 год церковь святого Иакова являлась кафедральным собором епархии Монреаля. Церковь внесена в список культурных памятников Квебека.

## История

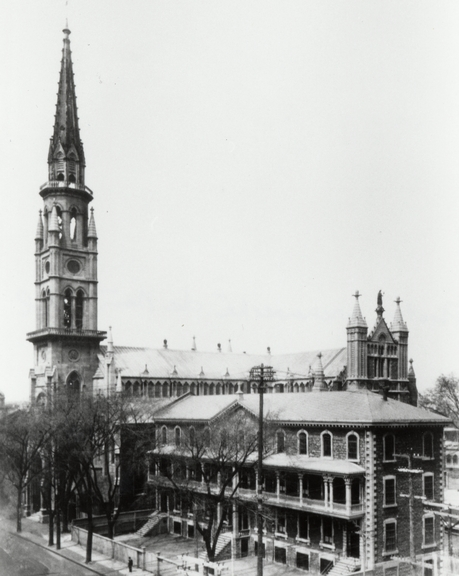
Собор святого Иакова, 1940 г.

Церковь святого Иакова была первым католическим собором Монреаля. Епископ Монреаля Жан-Жак Лартегю, который был вспомогательным епископом архиепархии Квебека, в 1822 году инициировал строительство сокафедрального собора в центре французского квартала Монреаля. 22 мая 1823 года был освящён краеугольный камень. Храм был торжественно освящён 22 сентября 1825 года.
9 июля 1852 года церковь святого Иакова значительно пострадала от городского пожара, после которого резиденция епископа до 1894 года находилась в часовне женской монашеской конгрегации сестёр Божественного Провидения. В 1894 году в Монреале началось строительство нового собора Пресвятой Девы Марии Мира, который некоторое время носил также имя святого апостола Иакова.
Восстановление церкви святого Иакова по проекту архитектора Джоном Остеллом Бурго началось по инициативе Общества святого Сульпиция. В 1857 году восстановленный храм был заново освящён. В следующем 1858 году храм снова пострадал от пожара. Его восстановлением занялся квебекский архитектор Виктора Бурго. В 1860 году храм был открыт для публичного богослужения. В 1876 году к храму добавили 85-метровый шпиль, в 1885 году — трансепт. В 1905 году на шпиле установили золотой флюгер.
В 1933 году церковь в третий раз пострадала от пожара, после которого храм был восстановлен по проекту архитектора Поля Белло, который был беденедиктинским монахом. В 1967 году церковь была одним из мест провидения Всемирной выставки.

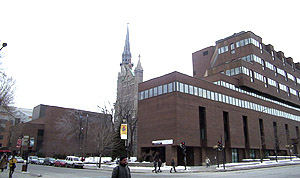
Корпус Университета Квебека в Монреале, пристроенный к собору святого Иакова в 1979 году

В середине 1970 года возле храма началось строительство кампуса Университета Квебека. В 1973 году Университет Квебека приобрёл храм в свою собственность, а приход переехал в часовню Пресвятой Девы Марии Лурдской. Церковь была перепланирована архитектором Димитрием Димакопулосом, который, убрав некоторые церковные помещения, соединил здание храма с одним из новых университетских корпусов , который был открыт в 1979 году.